# Киро Хаџивасилев
Киро Хаџивасилев (Кавадарци, 1921 – Охрид, 2000), публициста, учесник Народноослободилачке борбе и друштвено-политички радник СФР Југославијеи СР Македоније.

## Биографија
Рођен је 1921. године у Кавадарцима. Завршио је Институт друштвених наука у Београду.
НОБ-у се прикључио 1943. године. Током НОБ-а, био је борац Друге македонске ударне бригаде. Године 1944. у селу Горно Врановци постао је члан уређивачке редакције „Нове Македоније“.
После рата, био је министар за образовање у влади СР Македоније, председник Савета за политички систем, потпредседник Савезне скупштине СФРЈ, начелник у Министарству за иностране послове, генерални конзул СФРЈ у Истанбулу, члан Председништва Централног комитета СКЈ и остало.
Умро је 2000. године у Охриду.
Објавио је више научних студија, а од монографија, најзначајније су „Социјализам и национално питање“, те „Судбина социјализма“.
Носилац је више југословенских одликовања.